# Ancylopus testaceus
Ancylopus testaceus is een keversoort uit de familie zwamkevers (Endomychidae). De wetenschappelijke naam van de soort werd in 1882 gepubliceerd door Costa.